# Louis Aston Knight
Louis Aston Knight (3 août 1873 à Paris– 8 mai 1948 à New York) est un peintre américain actif en France.

## Biographie
Louis Aston Knight est né à Paris 7e le 3 août 1873. Il est le fils du peintre naturaliste Daniel Ridgway Knight dont il fut l’élève. Il pratiqua habilement la peinture de paysages, ces derniers toujours éclairés par quelque nappe d’eau, qu’il aimait peindre.
En 1892, il entre à l’Académie Julian à Paris pour plusieurs années où il étudie dans les ateliers de Jules Lefebvre et de Tony Robert-Fleury. Il figure au Salon de Paris de 1894 à 1924, et prend part à des Salons de province. Il reçoit une médaille de bronze à l’Exposition universelle de 1900, suivi d’une mention honorable au Salon de 1901. Il remporte une médaille d’or au Salon de Reims, Cherbourg, Lyon, Genève et Nantes. En 1905, il reçoit sa première médaille d'or au Salon.
Louis Aston Knight a laissé de nombreux paysages de la Normandie, différentes vues de Beaumont-le-Roger, des bords de l’Iton à Évreux, de la place du Vieux-Marché à Rouen, du bassin à Honfleur, etc. Il peint des paysages de Bretagne (vue des fortifications de Vannes, la Bretagne le soir), de Hollande (le vieux port de Dordrecht, Dordrecht le soir), de Venise (Un canal de Venise, le pont del angelo, le Rio Sant Aponal), des États-Unis (Vue de New York la nuit, l’East River, Ferme du Riverside).
En 1905, il part pour la première fois aux États-Unis. Après 1907, tous les mois de septembre, il séjourne à Venise. Paul Chabas expose un portrait de sa femme au Salon de 1912. Pendant la Première Guerre mondiale, il part avec sa famille pour les États-Unis. Il voyage dans le Maine, en Caroline du Sud et passe ses hivers en Floride.
Il revient en France en 1919 avec sa famille et achète une maison à Beaumont-le-Roger. Il refait les jardins et fait construire une petite chaumière (Diane’s cottage) avec les pans de bois de trois anciennes maisons normandes. Il a alors à sa disposition trois façades différentes qui guident son inspiration.
Aston Knight connaît Claude Monet. Il l’admire et lui rend visite régulièrement à Giverny. Il est très impressionné par le jardin que l’artiste a créé. Le jardin qu'Aston Knight conçoit pour le manoir de Chantereine (Beaumont-le-Roger) deviendra aussi connu en son temps que celui de Monet.
En 1929, il reçoit André François-Poncet chez lui pour l'assemblée de la Société des Amis des monuments et des sites de l'Eure.
En 1935, il expose trois vues de Rouen à l'exposition de la Société des artistes rouennais.
Il meurt en 1948 à New York.

## Distinctions
- Commandeur de la Légion d'honneur[6]. Il est promu officier de la Légion d'honneur en 1927 puis commandeur en 1934 [7].

## Famille
Louis Aston Knight et sa femme Caroline Ridgeway Brewster donnent naissance à un fils, Ridgway Brewster Knight (1911 à Paris - 2001), qui sera diplomate , et ne pourra remettre la main sur aucune des toiles laissées en France, qu'elles fussent de son grand-père ou de son père. Il meurt dans le village d'Inxent (Pas-de-Calais), à 90 ans passés.

## Collections publiques
- Château de Blérancourt, Musée franco-américain : Under the Mill, Villeneuve-sur-Lot, Sunlight and shadow (Sous le moulin, Villeneuve-sur-Lot ; soleil et ombre), dépôt du Musée national d'art moderne[9]
- Musée d'Évreux ; Évreux, bords de l'Iton, huile sur toile, 80 × 65 cm [10]
- Paris, musée du quai Branly [11] : Soir d'automne, à l'exposition coloniale de 1931, huile sur toile, 45,8 × 53,3 cm